# Le Pontet (Vaucluse)
Pontet – miejscowość i gmina we Francji, w regionie Prowansja-Alpy-Lazurowe Wybrzeże, w departamencie Vaucluse.
Według danych na rok 1990 gminę zamieszkiwało 15 688 osób, a gęstość zaludnienia wynosiła 1457 osób/km² (wśród 963 gmin regionu Prowansja-Alpy-W. Lazurowe Pontet plasuje się na 44. miejscu pod względem liczby ludności, natomiast pod względem powierzchni na miejscu 673.).

## Populacja

Populacja Pontet w latach 1962-2008

## Galeria

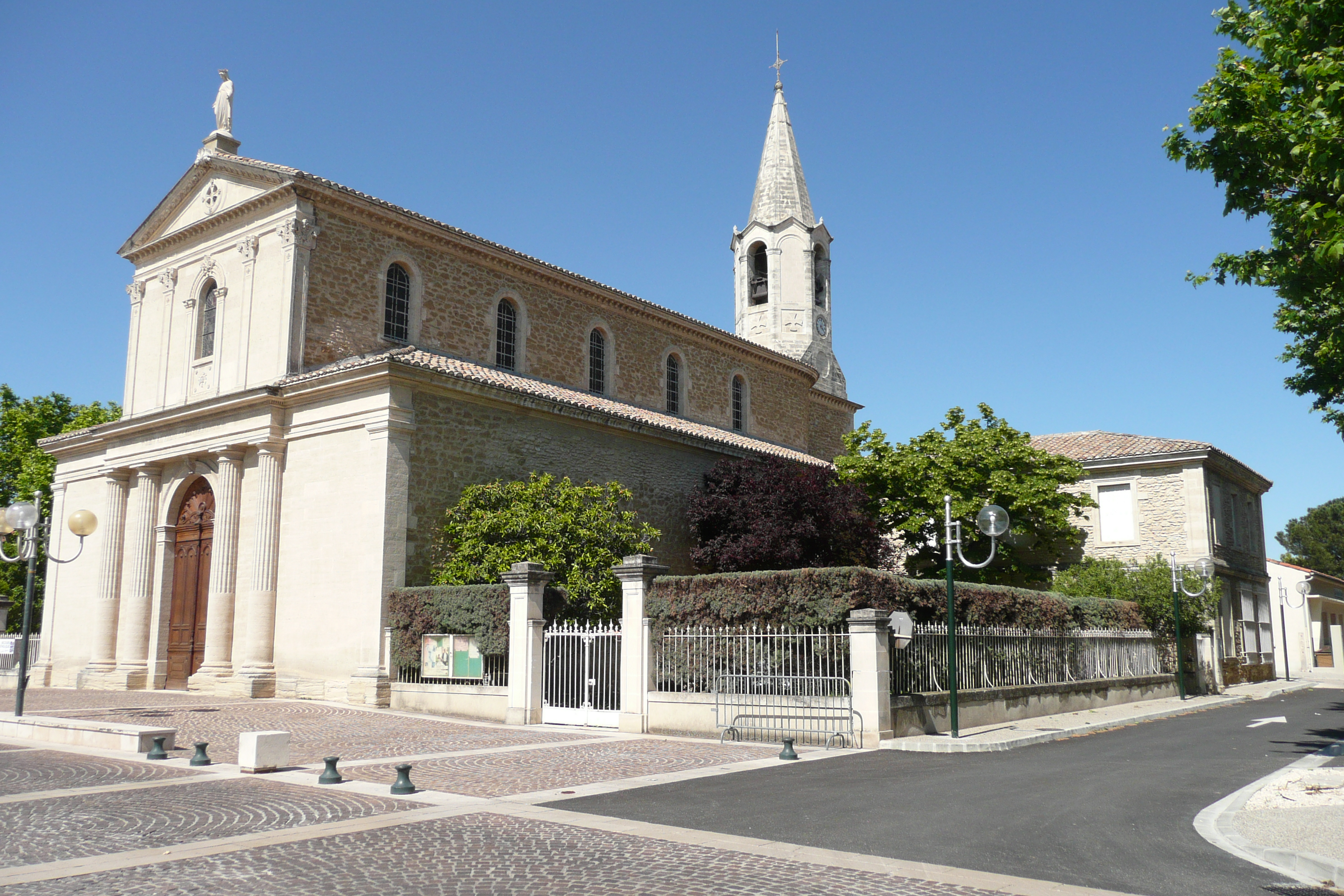
Kościół (2008)
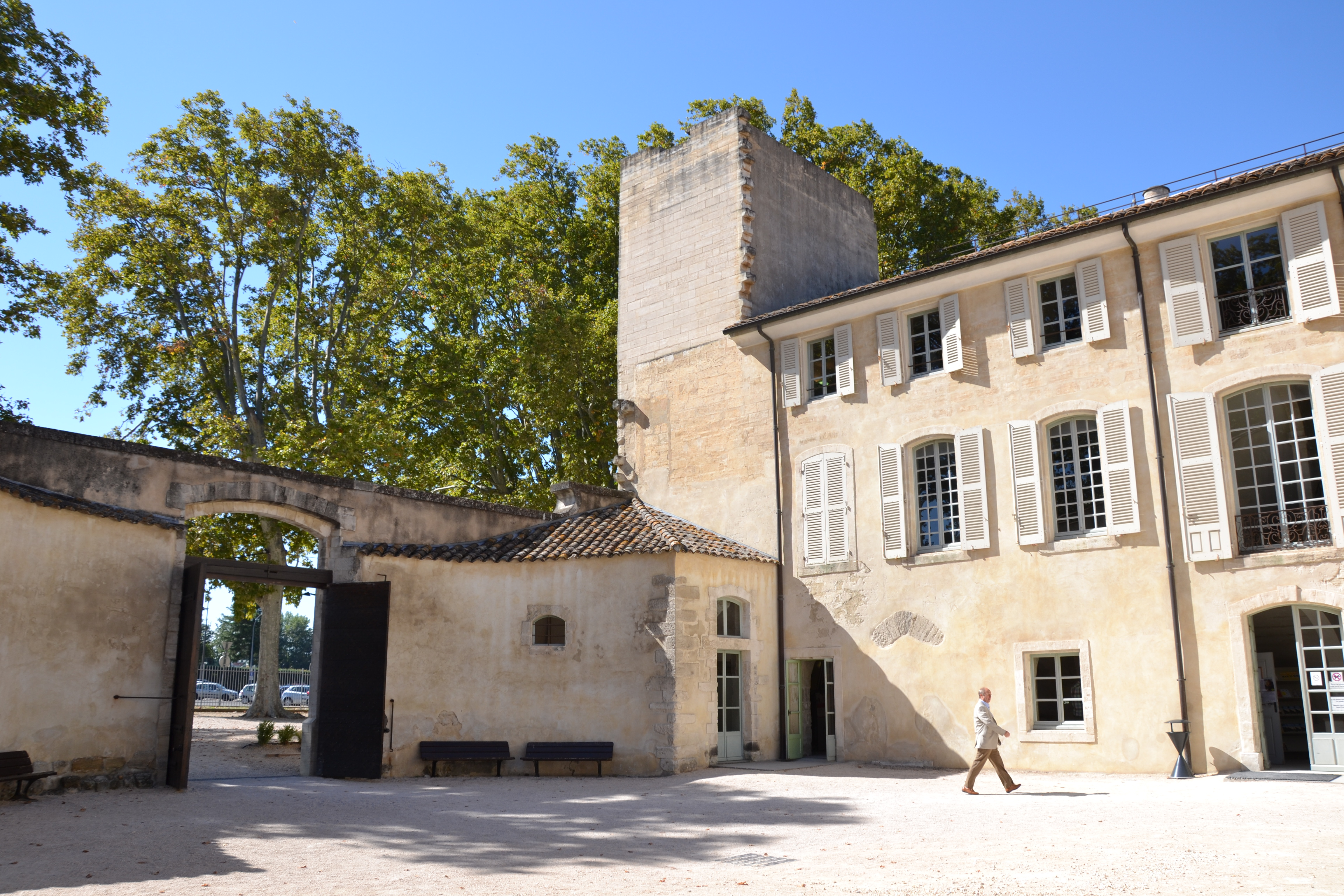
Dziedziniec zamku Fargues (2013)
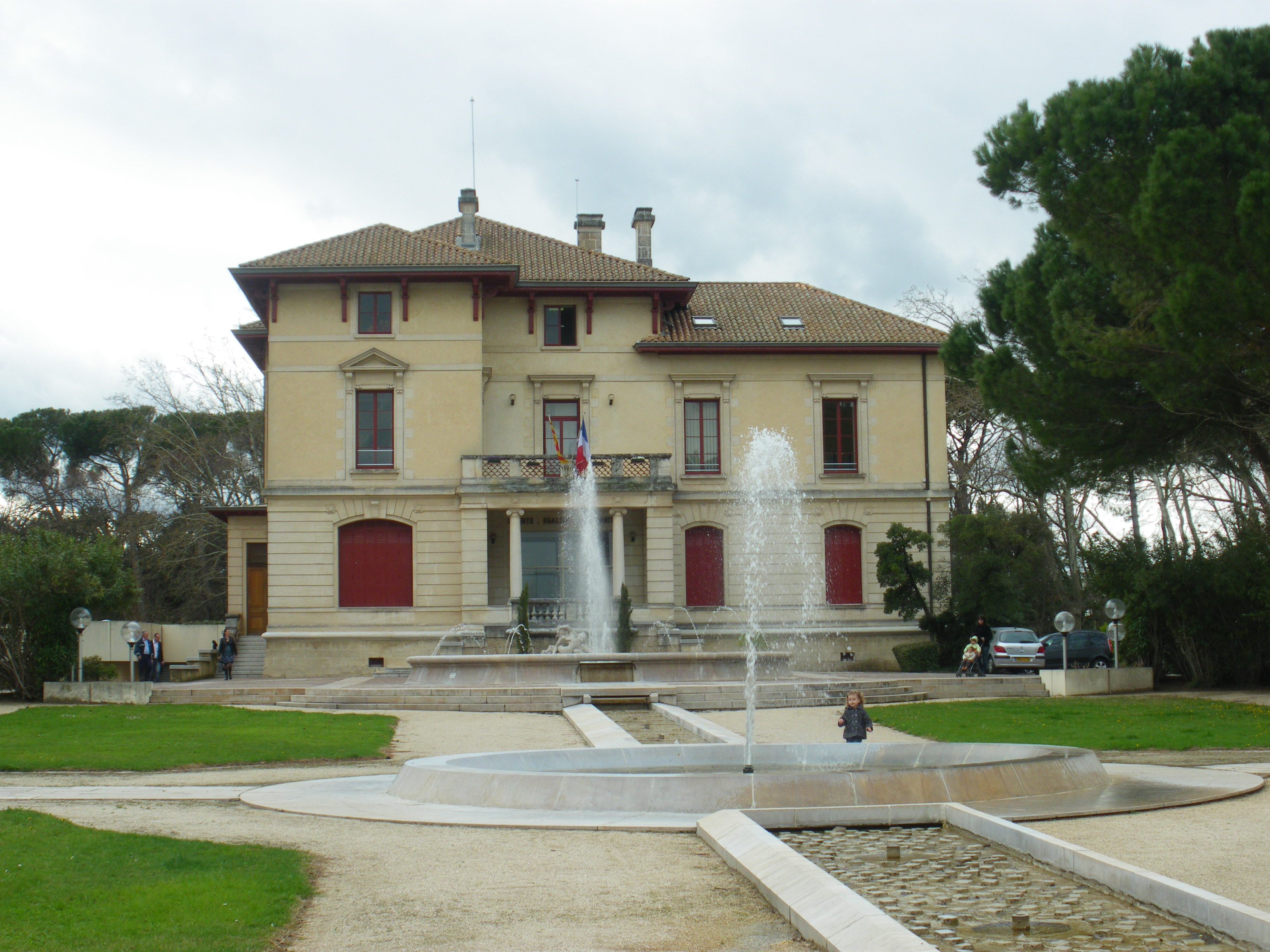
Merostwo (2010)